# Spektr-Roentgen-Gamma
Spektr-Roentgen-Gamma, também conhecido como Spektr-RG, é uma sonda espacial não tripulada russo-germânica. Trata-se de um observatório astrofísico. Inicialmente seu lançamento foi adiado devido a contenção de despesas. Houve controvérsias acerca de seu lançamento, como se seu lançamento se daria por um foguete Proton de grande capacidade ou um foguete Soyuz, de menor capacidade de carga. Entretanto, em 13 de julho, às 18 h 31 min, o observatório de raios-x Spektr-RG foi lançado do Cosmódromo de Baikonur, no Cazaquistão em um foguete Proton-M. Ele começará uma pesquisa de 4 anos do céu de raios-x.